# New Market (Iowa)
New Market ist eine Kleinstadt (mit dem Status „City“) im Taylor County im US-amerikanischen Bundesstaat Iowa. Im Jahr 2010 hatte New Market 415 Einwohner, deren Zahl sich bis 2013 auf 404 verringerte. Das U.S. Census Bureau hat bei der Volkszählung 2020 eine Einwohnerzahl von 385 ermittelt.

## Geografie
New Market liegt im Südwesten Iowas. Die Grenze zum benachbarten Bundesstaat Missouri verläuft 18 km südlich. Rund 85 km westlich von New Market bildet der Missouri River die Grenze Iowas zu Nebraska.
Die geografischen Koordinaten von New Market sind 40°43′52″ nördlicher Breite und 94°53′59″ westlicher Länge. Die Stadt erstreckt sich über eine Fläche von 1,14 km² und ist die größte Ortschaft innerhalb der Dallas Township.
Nachbarorte von New Market sind Gravity (16,4 km ostnordöstlich), Bedford (20,2 km ostsüdöstlich), Hopkins in Missouri (26,5 km südsüdöstlich), Braddyville (27,8 km südsüdwestlich), Shambaugh (19,3 km südwestlich), Clarinda (14,2 km westlich) und Villisca (29,8 km nordnordwestlich).
Die nächstgelegenen größeren Städte sind Iowas Hauptstadt Des Moines (204 km nordöstlich), Columbia in Missouri (413 km südöstlich), St. Joseph in Missouri (127 km südlich), Kansas City in Missouri (212 km in der gleichen Richtung), Nebraskas Hauptstadt Lincoln (170 km westlich) und Nebraskas größte Stadt Omaha (144 km nordwestlich).

## Verkehr
Der Iowa Highway 2 verläuft in West-Ost-Richtung entlang des südlichen Stadtrandes. Alle weiteren Straßen sind untergeordnete Landstraßen, teils unbefestigte Fahrwege sowie innerörtliche Verbindungsstraßen.
Mit dem Schenck Field Airport von Clarinda befindet sich 13 km westlich ein kleiner Flugplatz für die Allgemeine Luftfahrt. Die nächsten Verkehrsflughäfen sind das Eppley Airfield von Omaha (149 km nordwestlich) und der Des Moines International Airport (200 km nordöstlich).

## Bevölkerung
Nach der Volkszählung im Jahr 2010 lebten in New Market 415 Menschen in 190 Haushalten. Die Bevölkerungsdichte betrug 364 Einwohner pro Quadratkilometer. In den 190 Haushalten lebten statistisch je 2,18 Personen.
Ethnisch betrachtet setzte sich die Bevölkerung zusammen aus 98,1 Prozent Weißen, 0,2 Prozent (eine Person) amerikanischen Ureinwohnern sowie 0,2 Prozent Asiaten; 1,4 Prozent stammten von zwei oder mehr Ethnien ab. Unabhängig von der ethnischen Zugehörigkeit waren 0,2 Prozent der Bevölkerung spanischer oder lateinamerikanischer Abstammung.
22,9 Prozent der Bevölkerung waren unter 18 Jahre alt, 58,3 Prozent waren zwischen 18 und 64 und 18,8 Prozent waren 65 Jahre oder älter. 51,8 Prozent der Bevölkerung waren weiblich.
Das mittlere jährliche Einkommen eines Haushalts lag bei 33.636 USD. Das Pro-Kopf-Einkommen betrug 21.291 USD. 17,8 Prozent der Einwohner lebten unterhalb der Armutsgrenze.

## Bekannte Bewohner
- Merton F. Utter (1917–1980) – Mikrobiologe – wuchs teilweise in New Market auf